# Köstritzer (cervejaria)
A cervejaria Köstritzer foi inaugurada pela Bitburger Brauerei em 1991. Ela é localizada em Bad Köstritz, próximo de Gera, na Turíngia. A cervejaria foi fundada em 1543, sendo uma das mais antigas produtoras de Schwarzbier na Alemanha. Um dos maiores apreciadores da Schwarzbier (produzida pela Köstritzer) foi o famoso Johann Wolfgang von Goethe, que se sustentou apenas dessa cerveja no período em que ele esteve doente e incapaz de comer.
A produção total dessa cervejaria cresceu de 14.500.000 litros (em 1991) para 91.000.000 litros (em 2004).
Tipos de cerveja que a Köstritzer produz:
- Schwarzbier
- Kranich-Bräu
- Edel-Pils
- Diät-Pils
- Bibop (uma mistura de cola e cerveja)